# Krutenberg
Der Krutenberg (auch Kreuterberg genannt) bei Titmaringhausen ist ein 785,1 m ü. NHN hoher Berg des Rothaargebirges im nordrhein-westfälischen Hochsauerlandkreis, mit Gipfellage nahe der Grenze zum hessischen Landkreis Waldeck-Frankenberg.

## Geographie

### Lage
Der Krutenberg befindet sich im Nordostteil des Rothaargebirges an der Nahtstelle von Hochsauerland in Westfalen und Upland in Nordhessen. Sein Gipfel erhebt sich im Südostteil des westfälischen Hochsauerlandkreises im Naturpark Sauerland-Rothaargebirge etwa 3,3 km nordnordöstlich von Küstelberg, 2,3 km nordnordwestlich von Wissinghausen, 2,7 km nordwestlich von Deifeld und 2,3 km westlich von Titmaringhausen; sie alle sind Medebacher Ortsteile. Jenseits der rund 200 m nordwestlich des Gipfels verlaufenden Grenze zum nordhessischen Landkreis Waldeck-Frankenberg liegen neben den im hessischen Naturpark Diemelsee befindlichen Teilen des Berges die Willinger Ortsteile Stryck im Norden und Usseln im Nordosten. Die an dieser Grenze gelegenen Nachbarberge des Krutenbergs sind Hopperkopf (832,3 m) im Südwesten und Auf’m Knoll (739,1 m) im Nordosten.

### Naturräumliche Zuordnung
Der Krutenberg gehört in der naturräumlichen Haupteinheitengruppe Süderbergland (Nr. 33) in der Haupteinheit Rothaargebirge (mit Hochsauerland) (333) und in der Untereinheit Winterberger Hochland (333.5) zum Naturraum Langenberg (333.58). Die Landschaft fällt nach Südosten in den Naturraum Grafschafter Kammer (mit Upländer Tor) (332.52) ab, der in der Haupteinheit Ostsauerländer Gebirgsrand (332) zur Untereinheit Grafschafter Bergland (332.5) zählt.

### Berghöhe und -kuppen
Die hessischen Nordausläufer des Krutenbergs sind 780,7 m (25 m nördlich der Grenze bzw. 335 m nordnordöstlich des Gipfels) und 762 m (450 m nordwestlich der Grenze bzw. 650 m nordnordwestlich des Gipfels) hoch.

### Wasserscheide und Fließgewässer
Der Krutenberg liegt auf der Diemel-Eder/Fulda/Weser-Wasserscheide: Während die Wilde Aa („Aar“), die an seiner Ostflanke entspringt, nach Osten fließt und durch die Orke einen südlichen Umweg durch Eder und Fulda zur Weser macht, erreicht das Wasser der Bäche, die an seinen Nord- und Westhängen entspringen, in nördliche Richtungen durch die nahe Itter und dann durch die Diemel die Weser.

## Flora
Auf der Gipfelregion des Krutenbergs erstreckt sich ein von Feldern umgebener und einst langgestreckter Waldstreifen, dessen Baumbestand im Januar 2007 durch den Orkan Kyrill stark dezimiert wurde, so dass nur noch eine rund um den Gipfel gelegene Waldparzelle zurückblieb.